# Mount Malindig
Mount Malindig is een grote slapende stratovulkaan op het Filipijnse eiland Marinduque in de gelijknamig provincie. De berg werd gedurende de eerste helft van de 20e eeuw door de Amerikanen Mount Marlangga genoemd en staat ook wel bekend als Mount Malindik (Malindik is de naam waarvan Marinduque is afgeleid).
Mount Malindig is de hoogste berg van het eiland Marinduque en een populaire klimbestemming. De berg onderscheidt zich door de grote biodiversiteit van de flora en fauna op de berg. De dode vulkaan heeft drie verschillende pieken en is aangeduid als een beschermd natuurgebied.

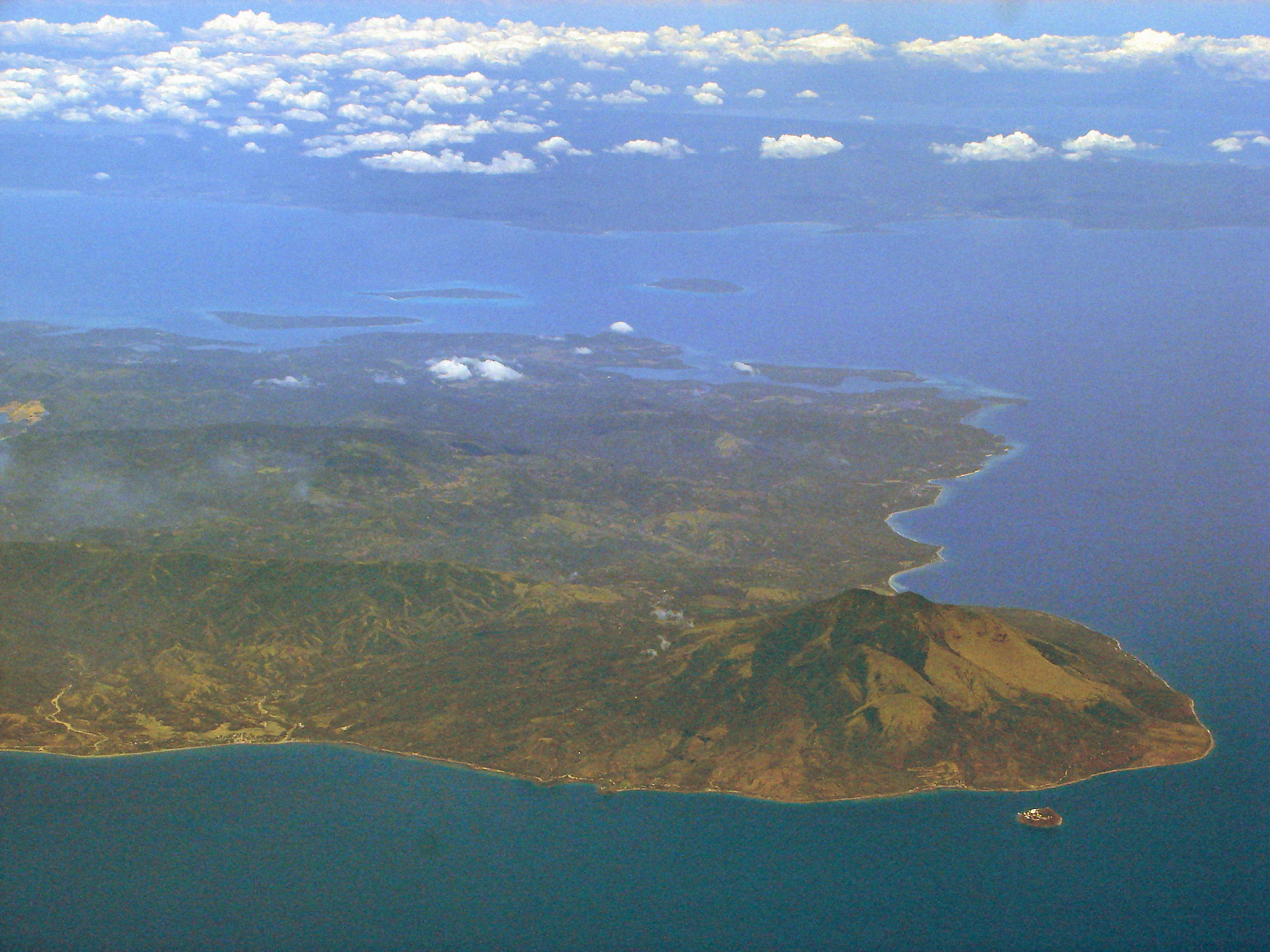
Luchtfoto van Marinduque met Mount Malindig zichtbaar rechts onderaan